# Спангер, Эми
Э́ми Спа́нгер (англ. Amy Spanger; 21 августа 1971, Ньюбери, Массачусетс, США) — американская актриса

, певица

 и танцовщица

.

## Биография и карьера
Спангер родилась в Ньюбери, штат Массачусетс.
Она дебютировала на Бродвее в 1995 году в мюзикле «Бульвар Сансет», после полугода в предбродвейском национальном гастрольном турне «Джекилл и Хайд». Также Спангер сыграла более чем в 15-ти фильмах и телесериалах.
В 2002—2007 годы Эми была замужем за актёром Майклом Си Холлом. С 4 сентября 2011 года Спангер замужем во второй раз за Брайаном Шепардом.

## Избранная фильмография
| Год       |   | Русское название                    | Оригинальное название             | Роль                         |
| --------- | - | ----------------------------------- | --------------------------------- | ---------------------------- |
| 2005      | с | Клиент всегда мёртв                 | Six Feet Under                    | Холли Данкан                 |
| 2008      | ф | Нью-Йорк, Нью-Йорк                  | Synecdoche, New York              | Медсестра в мыльной опере    |
| 2008—2017 | с | Закон и порядок: Специальный корпус | Law & Order: Special Victims Unit | Марлин Ростен / Хелен Тёрнер |
| 2010      | с | Дорогой доктор                      | Royal Pains                       | Керри                        |
| 2011      | с | Смертельно скучающий                | Bored to Death                    | Китти                        |
| 2017      | с | Чёрный список                       | The Blacklist                     | Тэмми Линн Томпсон           |